# Jüdischer Friedhof (Weitersroda)
Der Jüdische Friedhof Weitersroda liegt im thüringischen Weitersroda, einem Stadtteil von Hildburghausen.

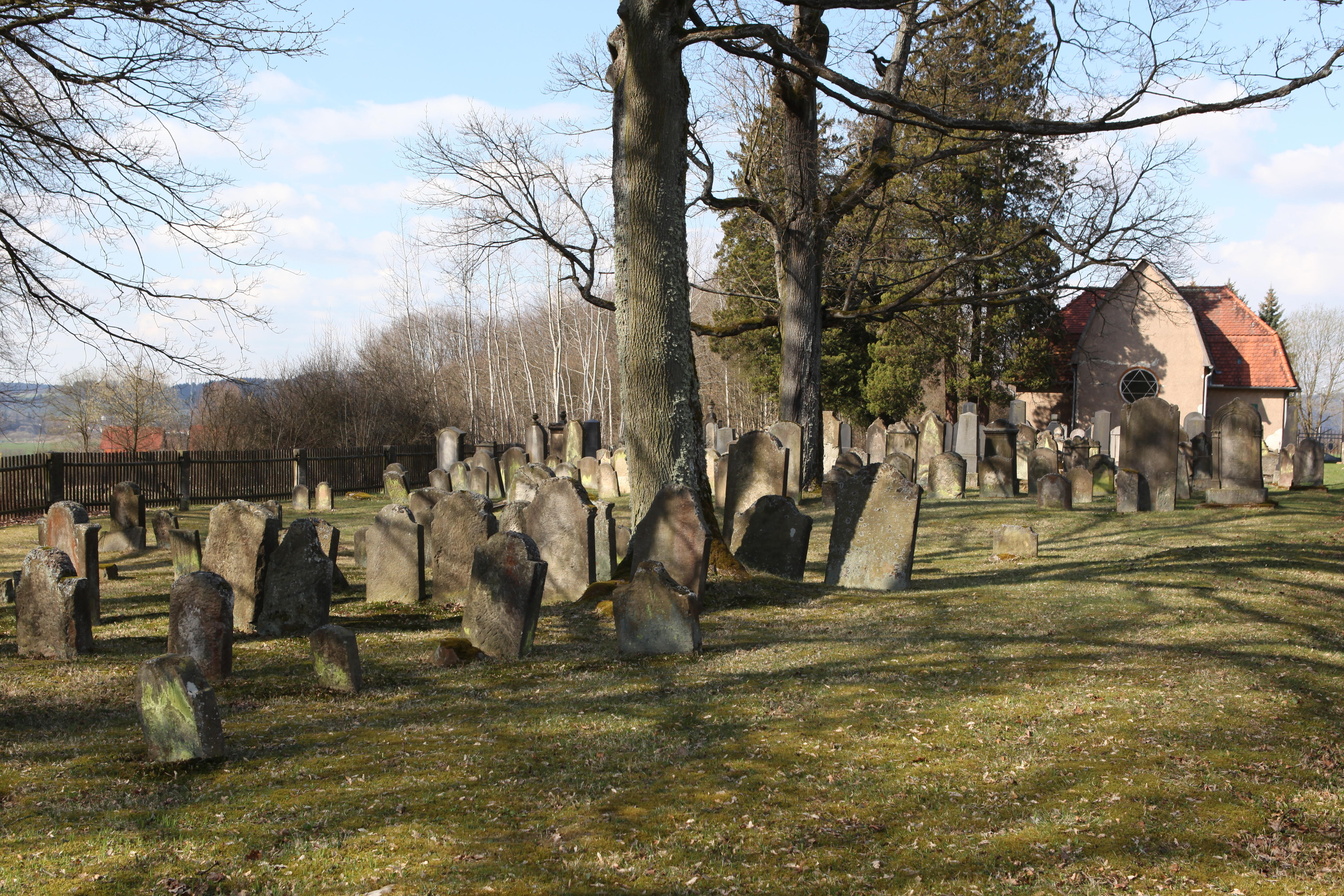
Jüdischer Friedhof in Weitersroda

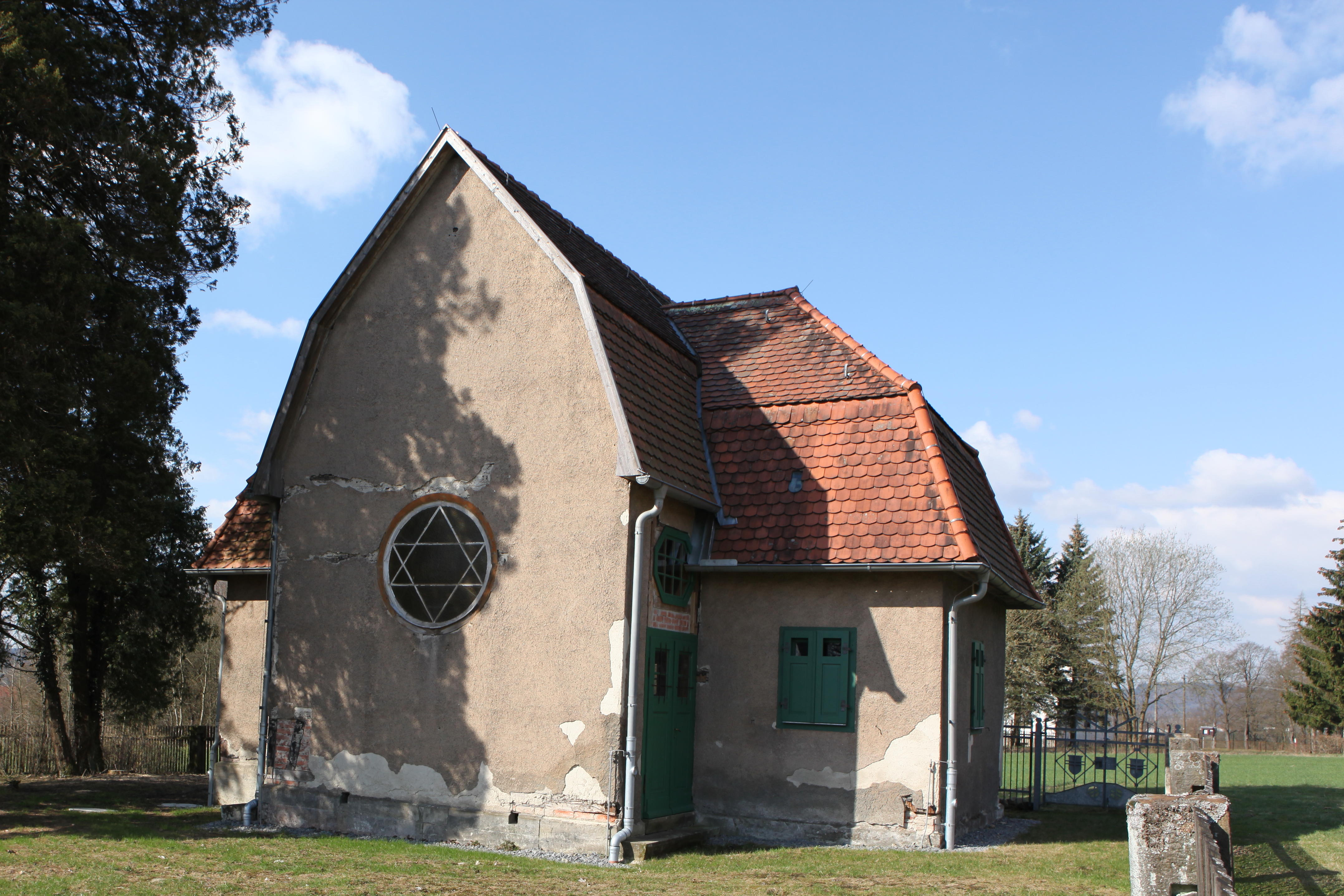
Taharahalle

## Geschichte
Jüdische Einwohner sind für Hildburghausen seit 1331 belegt. Über eine dauerhafte Vertreibung aus Hildburghausen ist nichts bekannt. Im Jahr 1726 lebten zwölf jüdische Familien in der Stadt. Bis 1796 wuchs die Zahl auf 22 Familien, die 128 Personen umfassten. Im Jahr 1898 gab es 114 jüdische Einwohner und 1933 waren es noch etwa 50 Personen. Eine jüdische Gemeinde existierte bis 1938.
Ein jüdischer Friedhof durfte im Jahr 1680 im Bereich des alten Tiergartens, auf der Gemarkung Weitersroda, angelegt werden. Der ging 1720 in den Besitz der jüdischen Gemeinde Hildburghausen über. Es folgten 1720 und 1806 Erweiterungen und 1900 der Bau eines Taharahauses. Das Einzugsgebiet des Begräbnisplatzes umfasste die jüdischen Gemeinden in Hildburghausen und bis 1885 Simmershausen, die danach den Friedhof in Gleicherwiesen nutzten. 554 Bestattungen, 318 Erwachsene, 202 Kinder und 34 Früh- und Totgeburten wurden vorgenommen. Die letzte Beisetzung war 1941. 1991 wurde der Friedhof geschändet.

## Lage und Charakterisierung
Der Bestattungsort liegt östlich von Hildburghausen, etwa 300 Meter vor dem Ortsbeginn Weitersrodas. Auf einer Fläche von 19,44 Ar sind 246 Grabstellen mit noch 233 Grabsteinen (Mazewa) vorhanden, die in zwei Feldern stehen. Im östlichen Teil sind die älteren Grabsteine, die ältesten datieren aus der Zeit von 1680 bis 1722. Im westlichen Teil befinden sich an der Taharahalle die jüngsten, vor allem aus dem 19. Jahrhundert.

## Taharahaus
Am Eingang steht das große Taharahaus. Das Gebäude hat zum Ankleiden, zum Waschen des Leichnams und zum Feiern drei getrennte Räume. Die viereckige Anlage wird von einem Holzzaun begrenzt und steht unter Denkmalschutz.